# 亞納帕查山
9°1′35″S 77°34′37″W / 9.02639°S 77.57694°W

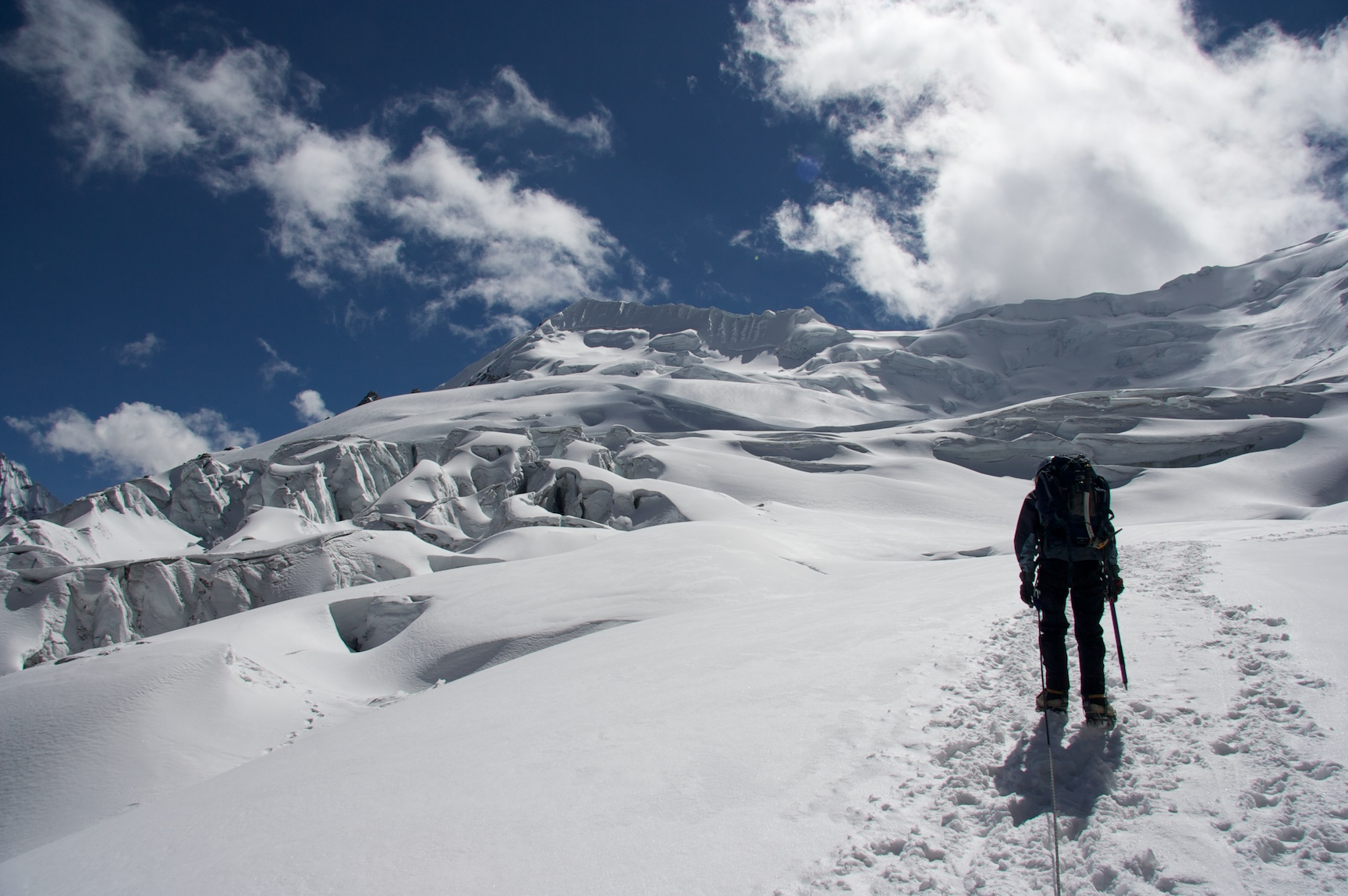

亞納帕查山（Yanapaccha），是秘魯的山峰，位於該國北部安卡什大區的永蓋省，屬於安第斯山脈中布蘭卡山脈的一部分，處於卡克拉拉胡山東南面，海拔高度約5,460米。